# Vladimír Koloušek
Vladimír Koloušek (* 16. März 1909 in Brünn; † 21. September 1976 in Prag) war ein tschechischer Bauingenieur.

## Leben
Koloušek studierte 1927 bis 1934 Bauingenieurwesen an der Technischen Hochschule Prag. Danach arbeitete er für die Stahlwerke in Vitkovice und ab 1937 für die tschechoslowakische Staatsbahn, für die er Bauwerke aus Stahl und Stahlbeton entwarf. Ausgehend von Schwingungsproblemen bei Eisenbahnbrücken und Radiomasten befasste er sich mit Baudynamik und war darin ein Pionier. 1941 entwickelte er eine dynamische Verschiebungsmethode, die die effektive Berechnung von Eigenfrequenzen in der Zeit vor dem Aufkommen elektronischer Computer ermöglichte. Dazu tabellierte er auch F-Funktionen. 1946 wurde er an der TH Prag promoviert (Dissertation: Statische und dynamische Lösungen der abgespannten Antennenmasten) und ein Jahr später habilitiert. 1953 bis 1962 war er Professor an der Eisenbahnakademie in Prag (nur unterbrochen von einer Professur 1954 an der Transportakademie in Žilina). 1963 bis 1976 war er Professor an der TH Prag.
Er war korrespondierendes Mitglied der Tschechoslowakischen Akademie der Wissenschaften.

## Schriften
- Anwendung des Gesetzes der virtuellen Verschiebungen und des Reziprozitätssatzes in der Stabwerksdynamik. In: Ingenieur-Archiv, Band 12, 1941, S. 363–370.
- Dynamik von Baukonstruktionen (tschechisch). SNTL, Prag, 3 Bände 1950, 1954, 1956, 1967, 1980
- Baudynamik der Durchlaufträger und Rahmen. Fachbuchverlag, Leipzig 1953
- Schwingungen der Brücken aus Stahl und Beton. In: Proc. IABSE, Band 16, Zürich 1956
- Efforts dynamique dans les ossatures rigides. Dunod, Paris 1958
- Vibrations of bridges with continuous main girders. IABSE Publications, Band 19, 1959
- Dynamik der Baukonstruktionen. VEB Verlag für Bauwesen, Berlin 1962
- Dynamics of civil engineering structures. Butterworth, London 1973
- mit M. Pirner, O. Fischer, J. Naprstek: Wind Effects on Civil Engineering Structures. Elsevier, 1983